# OpenVPN
OpenVPN là một hệ thống mạng riêng ảo (VPN) thực hiện các kỹ thuật để tạo ra các kết nối point-to-point hoặc site-to-site an toàn.
OpenVPN cho phép các bên xác thực lẫn nhau bằng cách sử dụng pre-shared key, certificates hoặc tên người dùng/mật khẩu. Khi được sử dụng trong cấu hình multiclient-server, nó cho phép máy chủ phát hành một chứng thư xác thực cho mỗi client. Nó sử dụng thư viện mã hoá OpenSSL cũng như giao thức TLS một cách rộng rãi, và chứa nhiều tính năng kiểm soát và bảo mật.
OpenVPN đã được nhúng vào một số hệ thống, chẳng hạn, DD-WRT có chức năng máy chủ OpenVPN; SoftEther VPN - một máy chủ VPN đa giao thức có triển khai giao thức OpenVPN.